# シュビムワーゲン

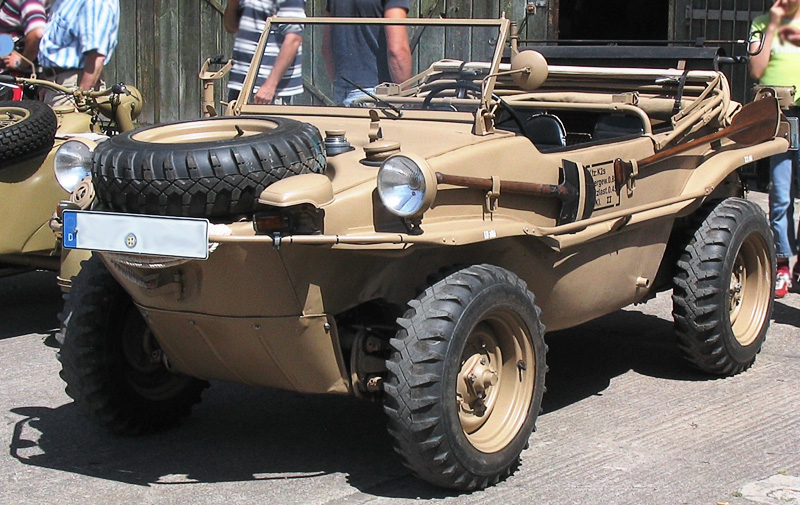
シュヴィムワーゲンTyp 166の現存車輌

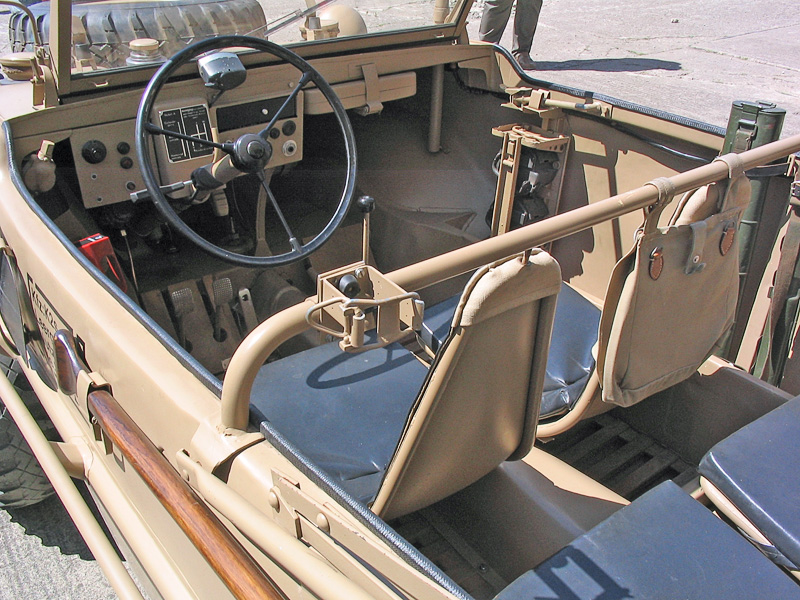
車体内装。手すりの手前側には小銃等を支えるブラケットが備わっている。奥の助手席には軽機関銃の弾倉や予備銃身ケースが写っている。

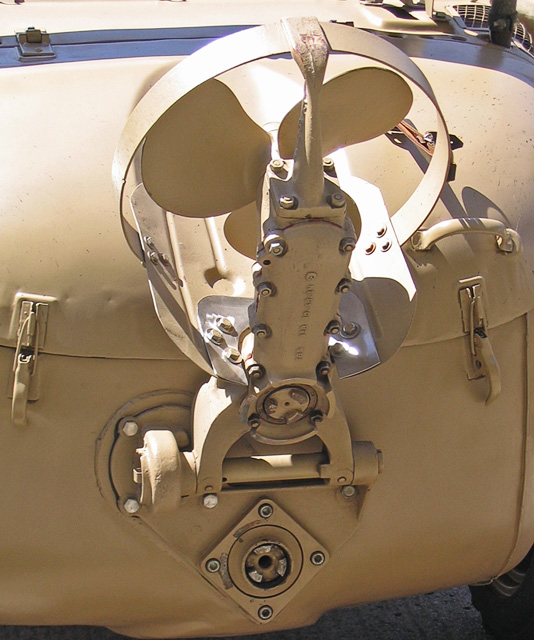
車体後部の跳ね上げ式のスクリュー。その下に、エンジンと繋がったシャフトが装備されている。使用の際にはスクリューを下げてシャフトと連結、駆動させる

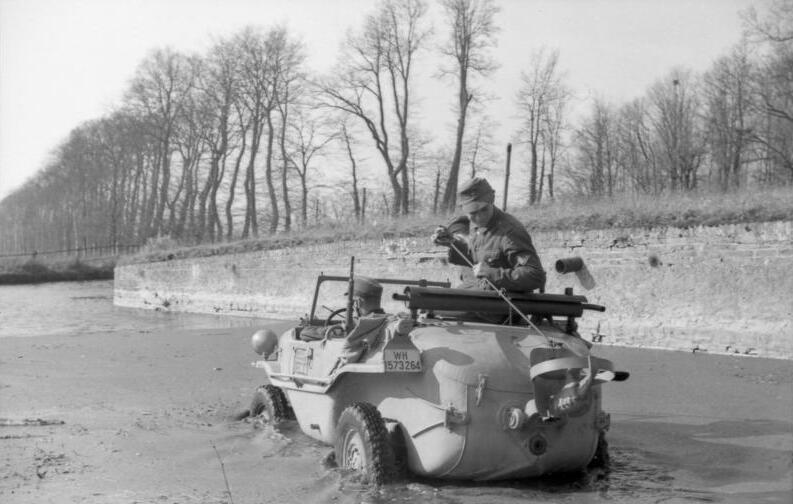
スクリューを下ろして水上走行へ移行しようとする様子。キューベルワーゲン用の幅の狭いタイヤを装着している

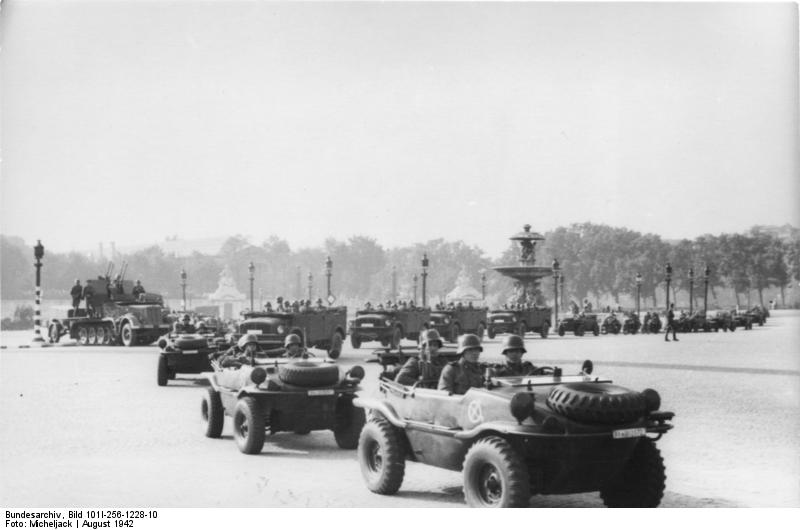
1942年、配備後間もない武装親衛隊(LSSAH師団)のシュヴィムワーゲン

シュヴィム(シュビム) ワーゲン（独：Schwimmwagen）は、第二次世界大戦中にドイツ軍が使用した四輪駆動の水陸両用車。大戦中に最も多く生産された軍用水陸両用車である (本項では「Wagen」のカタカナ表記について、フォルクスワーゲンの例に倣い「ワーゲン」と表記する)。

## 開発
1940年、ドイツ国防軍はポーランド侵攻以来の戦訓として、歩兵一個分隊が乗車したまま河川を渡河できる水陸両用車輌の必要性を認識した。そこで1940年6月、陸軍兵器局開発・試験部第6課(WaPrüf 6)はポルシェ社にTyp 82キューベルワーゲンを基にしたプロトタイプの設計を依頼し、同年7月より、ポルシェとハイルブロンのダンツ社によって、Typ 128水陸両用車の開発が開始された。
設計上、キューベルワーゲンとの最も大きな違いは、四輪駆動となったことであり、エンジンは強化された1,131cc（24.5馬力）の水平対向型エンジンとなった。その他にも、バスタブのような車台構造を持ち、車体後部の上面には排気マフラー、その下には起倒式の3枚翼のスクリューと、それを駆動させるエンジンと繋がったシャフトが装備されている。不使用時のスクリューは上へ跳ね上げられているが、使用の際には下に降ろされ、単純なカップリングによりシャフトと連結される機構となっており、スクリューによる水上推進では、10km/hでの航行を可能にしている。
1940年9月には最初の試作車が完成し、11月に3輌が初めて陸軍に引き渡された。ポルシェと軍により、1941年まで、シュヴァルツヴァルトやチロル、バルカン半島などで実用試験が行われた結果、水陸両用車としての車体安定性や走破性が不十分である事が明らかになった。また、武装親衛隊のオートバイ歩兵大隊で使用しているサイドカーをこの水陸両用車と置き換えたい親衛隊作戦本部からの要請もあり、整備性や不整地走破性の向上を計った改良型Typ 166が設計され、1941年8月にその試作車が製作された。Typ 128の軸距（ホイールベース）はキューベルワーゲン同様240cmであったが、Typ 166では200cmに短縮され、車体長は37.5cm、車体幅は14cmコンパクト化された。1942年春から先行量産車によるテストが重ねられた後、同年秋から部隊配備に向けて本格的な量産が開始された。
制式名称はLeichter Personenkraftwagen K2s (4x4) Volkswagen Typ 166「軽乗用自動車K2s(4輪駆動)フォルクスワーゲン166型」で、その水陸両用能力から「シュヴィムワーゲン」Schwimmwagen（英：Swim car、泳ぐ車）または「シュヴィマー」Schwimmer（英：Swimmer、泳ぐ人・水泳選手）と呼ばれた。
1944年8月、連合軍のベルリン爆撃により、車体製造を請け負っていた Ambi-Budd-Werke社の工場が破壊された事で、事実上シュヴィムワーゲンの生産は不可能となり、以降は、現ヴォルフスブルク市のフォルクスワーゲン社工場で残存部品を使って少数が組み立てられただけであった。1941年から1944年までの間に14,276輌のTyp 166が製造された。

## 活動
最初のシュヴィムワーゲンであるTyp 128は、1941年にドイツ陸軍の工兵部隊に配備された。改良型であるTyp 166は1942年後半から部隊配備が始まり、当初は武装親衛隊主力師団のオートバイ歩兵大隊を中心に配備された。サイドカーよりも乗車定員、貨物積載量、不整地走破性に勝るシュヴィムワーゲンは、装甲部隊の偵察大隊や司令部中隊付き工兵隊のような高い機動力を求められる部隊を中心に割り振られたが、その需要に対して生産数は少なく、陸軍、武装親衛隊共に、キューベルワーゲンほど広範囲に行き渡る事は無かった。また、本来Typ 166には幅広の専用タイヤが設定されていたが、ゴムの欠乏による供給不足から、キューベルワーゲンと同じ5.25-16サイズのタイヤを装着した車輌も多く見られた。

## 性能諸元

### エンジン
| Typ | エンジン                                             | 排気量  | 出力                                 | キャブレター                             | 冷却                      | 動弁   | 蓄電池                 |
| 128 | 4気筒4ストローク 水平対向エンジン オイルクーラー付き | 1,131cc | 24.5馬力 (3,000rpm時) (最高3,300rpm) | ケース式流動型 キャブレター Solex 26 VFJ | 空冷式 （オイルパン利用） | 吊下式 | 6V 75Ah (後部座席の下) |
| 166 | 4気筒4ストローク 水平対向エンジン オイルクーラー付き | 1,131cc | 24.5馬力 (3,000rpm時) (最高3,300rpm) | ケース式流動型 キャブレター Solex 26 VFJ | 空冷式 （オイルパン利用） | 吊下式 | 6V 75Ah (後部座席の下) |

### 変速機
| Typ | 変速機ギア比                                                          | 機構詳細 |
| 128 | 1段 1:3.60 2段 1:2.07 3段 1:1.25 4段 1:0.80 後退 1:6.60 不整地 1:5.86 | 四輪駆動 乾式円板クラッチ エンジン機構の後ろ、後部軸の前に搭載 3枚翼の浮行用スクリュー シフトレバー：車輌中央 四輪駆動及び不整地走行シフトレバー |
| 166 | 1段 1:3.60 2段 1:2.07 3段 1:1.25 4段 1:0.80 後退 1:6.60 不整地 1:5.86 | 四輪駆動 乾式円板クラッチ エンジン機構の後ろ、後部軸の前に搭載 3枚翼の浮行用スクリュー シフトレバー：車輌中央 四輪駆動及び不整地走行シフトレバー |

### 車台
| Typ | 車台                                                                             |
| 128 | 自己支持構造、防水鋼板のバスタブ型、全長に渡り二重構造、縦・横方向への支持材あり |
| 166 | 自己支持構造、防水鋼板のバスタブ型、全長に渡り二重構造、縦・横方向への支持材あり |

### 懸架装置
| Typ | 懸架装置 |
| 128 | 前輪：独立懸架（ポルシェ式ダブルトレーリングアーム 横置きトーションバースプリング） 後輪：独立懸架（スイングアクスル・トレーリングアーム 横置きトーションバースプリング） 油圧ショックアブソーバ、ワイヤー作用式ブロックブレーキ装備 |
| 166 | 前輪：独立懸架（ポルシェ式ダブルトレーリングアーム 横置きトーションバースプリング） 後輪：独立懸架（スイングアクスル・トレーリングアーム 横置きトーションバースプリング） 油圧ショックアブソーバ、ワイヤー作用式ブロックブレーキ装備 |

### 詳細事項
| Typ | 外形寸法             | タイヤ                                  | 走行能力       | クリアランス | 喫水  | 旋回円周              | 車体重量 |
| 128 | 4,200×1,620×1,720 mm | 5.25-16                                 | 渡河・航行可能 | 355mm        | 800mm | 整地 11.5m 水中 18.5m | 900kg    |
| 166 | 3,825×1,480×1,615 mm | 200-12 (初期生産車) 200-16または5.25-16 | 渡河・航行可能 | 350mm        | 770mm | 整地 10m 不整地 16m   | 910kg    |

| Typ | ホイールベース | 積載時重量 | 牽引力 | 最高速度                | 燃費                       | 燃料容量     | 航続距離   |
| 128 | 2,400mm        | 1,350kg    | 450kg  | 整地 80km/h 水中 10km/h | 整地 9.5l/100km 水中 10l/h | 42l (前部)   | 整地 440km |
| 166 | 2,000mm        | 1,345kg    | 435kg  | 整地 80km/h 水中 10km/h | 整地 9.5l/100km 水中 10l/h | 2×25l (前部) | 整地 520km |

## 派生型
キューベルワーゲンとシュヴィムワーゲンは密接な関係にあるため、ここでは双方を混在させて表示する。大半は設計、試作のみに留まり、量産には至っていない。原語表記についてはドイツ語版記事を参照。下記の表では「カブリオ・オープントップ」のような重語気味となる表現は削除した。なおリムジンとは、ドイツにおいてセダンを意味することに注意。
| V1, V2, V3 | プロトタイプ |
| Typ W30    | |
| Typ W38    | |
| Typ 60     | フォルクスワーゲン（ドイツ国民車）原型 リムジン カブリオ・リムジン カブリオ オープントップ型配達用トラック |
| Typ 61     | 全長縮小研究 |
| Typ 62     | 不整地用フォルクスワーゲン（プロトタイプ）、18インチタイヤを使用 |
| Typ 64     | ベルリン-ローマ走破車輌（流線形車体のVWレコードカー） |
| Typ 65     | 運転教習のための装置を追加 |
| Typ 66     | Typ 60の右ハンドル車 |
| Typ 67     | Typ 60の傷病者向けタイプ |
| Typ 68     | Typ 60の配達トラック版 (A型) |
| Typ 81     | 有蓋配達トラック |
| Typ 82     | 不整地用フォルクスワーゲン (共通車台) 0 : 4座席 1 : 3座席 2 : 緊急車両 3 : 訓練用に戦車風のカバーをかぶせた仮想戦車 4 : 欠番 5 : 屋根無しリムジン 6 : 屋根付きリムジン (いわゆる熱帯車) 7 : 3座席 指揮車 8 : オープントップ車(一部木製) E : オフロード用ビートル |
| Typ 83     | Type 60の自動変速機付き試作車 |
| Typ 84     | Type 60の変速機試作車 |
| Typ 85     | 四輪駆動フォルクスワーゲン試作車 |
| Typ 86     | 四輪駆動キューベルワーゲン試作車 |
| Typ 87     | 四輪駆動共通車台使用車 (原型はTyp 86) 0 : 4座席用車体 1 : 3座席用車体 7 : リムジン車体（指揮官用車） |
| Typ 88     | 配達トラック (B型) |
| Typ 89     | 自動変速試験車輌 |
| Typ 90     | フォルクスワーゲンのトーションバーサスペンションを用いたトレーラー |
| Typ 92     | 82型を元にしたリムジン（兼ビートル） 四輪駆動でない武装親衛隊用 LOトラック車台 KdF-カブリオ |
| Typ 98     | 四輪駆動カブリオ・リムジン |
| Typ 106    | 変速機試験車輌 |
| Typ 107    | 排気ガスタービン過給器試験車輌 |
| Typ 110    | 操縦席を残した小型牽引車 |
| Typ 115    | 高圧過給器試験車輌 |
| Typ 116    | フォルクスワーゲンをベースにしたレース車（プロトタイプ） |
| Typ 120    | 航空省向け定置エンジン |
| Typ 121    | 陸軍兵器局向け定置エンジン、マグネトー点火方式 |
| Typ 122    | 郵政省向け定置エンジン、バッテリー着火方式 |
| Typ 123    | 陸軍兵器局向け定置エンジン、トレーラー搭載型 |
| Typ 124    | Typ 82の軌条用車輪装備試作車 |
| Typ 126    | 全自動同期機構試験車輌 |
| Typ 127    | スリーブバルブ試験車輌 |
| Typ 128    | シュヴィムワーゲン (A型) |
| Typ 129    | シュヴィムワーゲン (外洋向け) |
| Typ 133    | フォルクスワーゲン用の自吸型キャブレター |
| Typ 138    | シュヴィムワーゲン (B型) |
| Typ 155    | 82型のスノーチェーン試験車輌 |
| Typ 156    | シュヴィムワーゲンの軌条走行型（軌陸車） |
| Typ 157    | 82型・87型の軌条走行型（軌陸車） |
| Typ 160    | 屋根支持装置のないリムジン |
| Typ 162    | 屋根支持装置のないゲレンデワーゲン |
| Typ 164    | 2エンジン6輪ゲレンデワーゲン試作車両 |
| Typ 166    | シュヴィムワーゲン (C型) |
| Typ 177    | 5段変速ゲレンデワーゲン (A型) |
| Typ 177    | 5段変速ゲレンデワーゲン (B型) |
| Typ 179    | 燃料噴射装置試験車輌 |
| Typ 182    | 統一車体ゲレンデワーゲン（二輪駆動） |
| Typ 187    | 統一車体ゲレンデワーゲン（四輪駆動） |
| Typ 188    | シュヴィムワーゲン (D型) |
| Typ 198    | 変速装置始動試験車輌 |
| Typ 230    | 発電機駆動試験車輌 |
| Typ 231    | アセチレン駆動試験車輌 |
| Typ 235    | 電気駆動試験車輌 |
| Typ 239    | 木炭駆動試験車輌 |
| Typ 240    | ボンベ入りガス駆動試験車輌 |
| Typ 247    | 航空エンジン試験車輌 |
| Typ 276    | Typ 82のトレーラ用フック付き型 |
| Typ 278    | シンクロメッシュ試験車輌 |
| Typ 283    | Typ 82の発電車タイプ |
| Typ 287    | KdF車台と共通の指揮車 |
| Typ 296    | 中間ギア試験車輌 |
| Typ 307    | キャブレター大型化試験車輌 |
| Typ 309    | ディーゼルエンジン化試験車輌 |
| Typ 330    | 木炭混合駆動試験車輌 |
| Typ 331    | 植物由来燃料駆動試験車輌 |
| Typ 332    | 無煙石炭駆動試験車輌 |
| Typ 355    | 配達トラック (C型) |
| Typ 356    | 2座席スポーツ車 |
| Typ 821    | 3座席キューベルワーゲン |
| Typ 825    | 82型と92型のためのトラック共通車台 |
| Typ 826    | 熱帯地方用（屋根付き） |
| Typ 827    | Typ 82の3座席指揮官車 |